# Runge, Texas
Runge là một thị trấn thuộc quận Karnes, tiểu bang Texas, Hoa Kỳ. Năm 2020, dân số của thị trấn này là 892 người.

## Dân số
- Dân số năm 2000: 1080 người.
- Dân số năm 2010: 1031 người.
- Dân số năm 2020:  892  người